# 山下耕治
山下 耕治（やました こうじ、1971年 - ）は、日本の経済学者。福岡大学経済学部准教授。専門は地方財政学。

## 来歴
1971年三重県生まれ。1994年駿河台大学経済学部卒業、1996年法政大学大学院社会科学研究科修士課程修了。
日本システム開発研究所、総務省郵政研究所第二経営経済研究部研究官を経て、2002年に横浜市立大学大学院経済学研究科博士後期課程修了。博士（経済学）（博士学位論文『政府行動の実証分析』）
長崎大学経済学部准教授を経て、福岡大学経済学部准教授。
専門分野は地方財政論。長崎大学専任講師の時に執筆した共著『地方交付税の経済学』は第47回日経・経済図書文化賞を受賞するなど反響を呼んだ。
所属学会は、日本財政学会、日本経済学会、日本公共選択学会、応用経済学会、日本地方財政学会である。

## 受賞
- 2004年：租税資料館賞
- 2004年：NIRA大来政策研究賞
- 2004年：日経・経済図書文化賞

## 著書
- 赤井伸郎、佐藤主光・山下耕治『地方交付税の経済学―理論・実証に基づく改革』有斐閣、2003年。ISBN 978-4-6411-6193-1。